# Maestro de Alcira

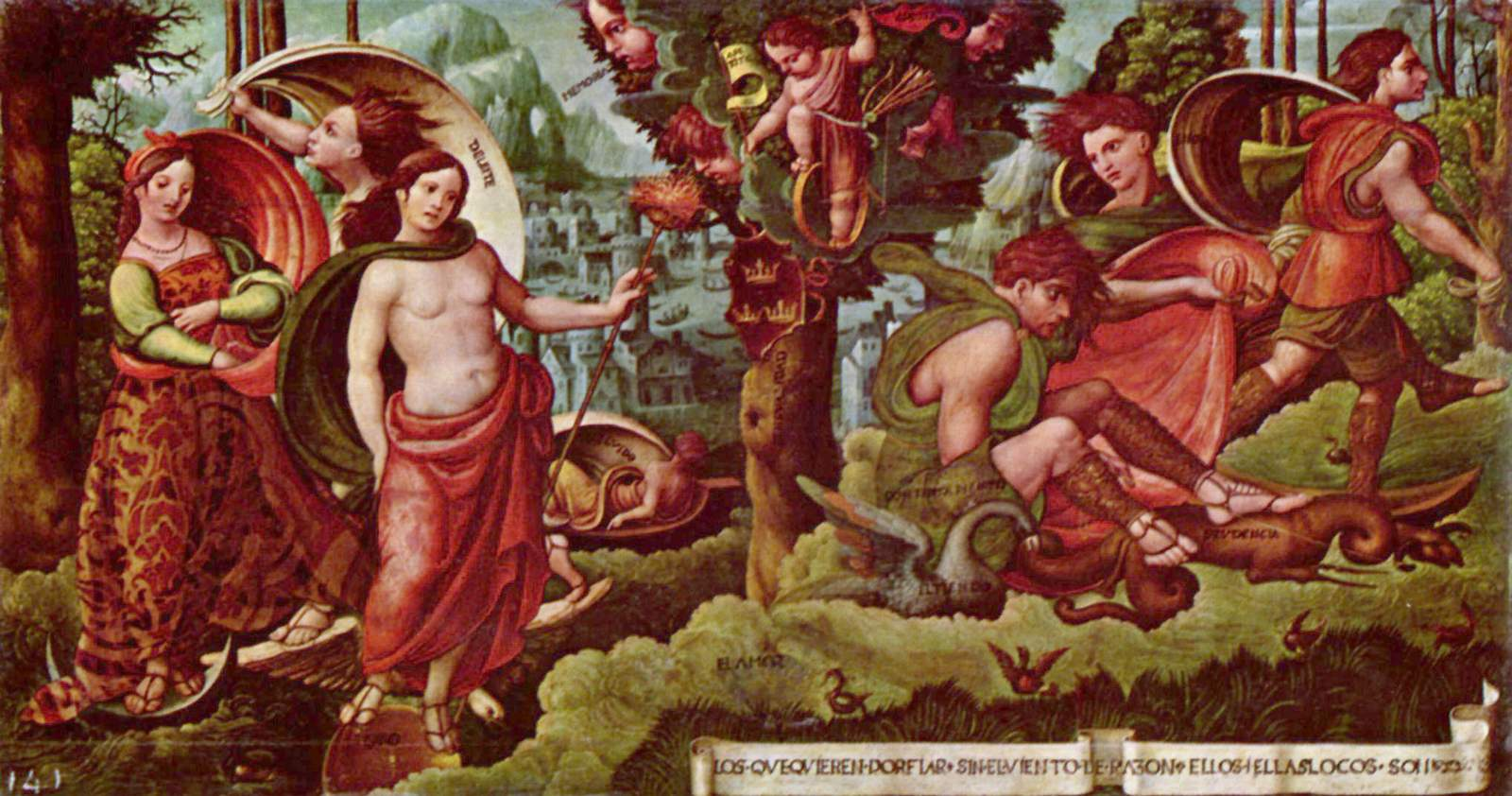
Alegoría de las pasiones humanas, óleo sobre tabla, 44,5 x 77,5 cm, Museo de Bellas Artes de Budapest. Inscripción en una cartela: «Los que quieren porfiar sin el viento de razón ellos y ellas locos son».

Maestro de Alcira es la denominación convencional por la que se conoce a un pintor anónimo o taller activo en la Comunidad Valenciana en la primera mitad del siglo XVI, al que probablemente se pueda identificar con el aragonés Gaspar Godos, autor documentado de algunas de las obras que venían siendo atribuidas al anónimo maestro. 
Personalidad artística creada por Chandler R. Post, debe su nombre a un retablo que se encontraba en la iglesia de San Agustín de Alcira, dañado y desmembrado en la guerra civil española, con el que se relacionan estilísticamente y en torno al que se fueron agrupando otras obras como la tabla de la Alegoría de las pasiones humanas del Museo de Bellas Artes de Budapest, única de asunto profano, o los Improperios —Coronación de espinas— del Museo Diocesano de Valencia. El corpus de obras así formado y el origen del pintor tanto como su formación y posibles influencias nunca ha sido unánimemente aceptado. Diego Angulo Íñiguez lo puso en relación con el antes llamado Masestro de Sijena  y se ha dicho que probablemente se habría formado con Fernando Yáñez de la Almedina y Fernando Llanos, a través de los que habría recibido las influencias italianas y venecianas de las que hablan Post y otros.

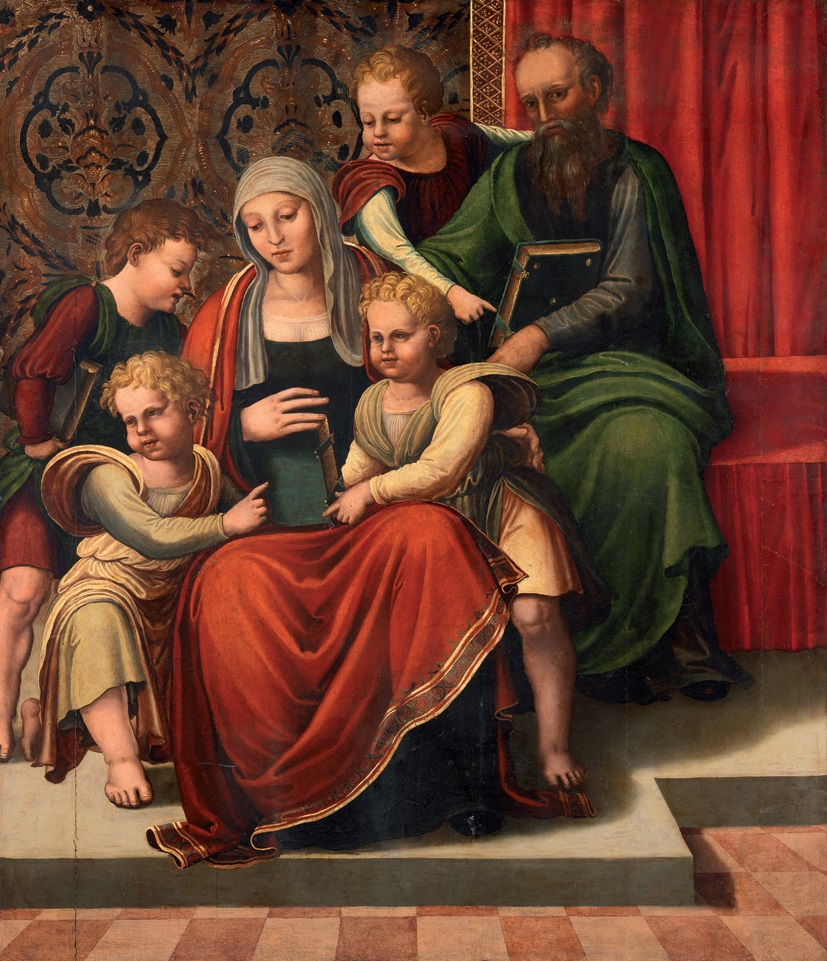
María Cleofás, Alfeo y sus cuatro hijos, Santiago el Menor, José el Justo, Simón y Judas Tadeo, tabla del retablo de Santiago del convento de San Francisco de Valencia, 1538. Colección Laia Bosch

Entre los intentos de dotar de una personalidad al autor del conjunto de tablas agrupadas bajo el nombre de Maestro de Alcira, la existencia de una inscripción en la que se lee ioa[ni]s ispanvs p[ictor] en el frontal del sepulcro de un Llanto sobre Cristo muerto de colección particular, obra relacionada con el Maestro de Alcira, llevó a Albi Fita a identificarlo con un Johannes Hispanus, que habría sido discípulo en Valencia del Maestro de Cabanyes y pasado a Italia hacia 1520. Isabel Mateo Gómez interpretó la sílaba -ra dentro de una inscripción fragmentaria en una de las tablas del retablo de Santiago, seguida del calificativo de pintor, como fragmento de una firma que en su opinión correspondería a Juan Boira, pintor al que se ha documentado trabajando en 1510 en la catedral de Valencia, pero la autoría de ese retablo se ha documentado posteriormente a nombre de Gaspar Godos. El retablo de Santiago el Mayor, del que se conservan tres tablas en la National Gallery of Ireland y una en colección particular, en su origen en una capilla del convento de San Francisco de Valencia, según la documentación aportada por Mercedes López-Ferrer, lo contrató el 23 de febrero de 1538 Gaspar Godos con Yolant Serra y de Centelles, sobrina de Jaume Serra, cardenal de Oristano, para su capilla mortuoria. La relación de Gaspar Godos con el llamado maestro de Alcira, por otra parte, ya se había planteado pues, tratándose de un pintor itinerante, natural de Castro en Huesca pero formado en Valencia con Pere Cabanes, con quien firmó un contrato de aprendizaje en 1501, y documentándose su trabajo en el Monasterio de Sijena en 1514 y de nuevo en Valencia en 1521, permitía explicar las conexiones entre la pintura valenciana y la aragonesa advertidas en el corpus de obras atribuidas al Maestro de Alcira.

### Obras

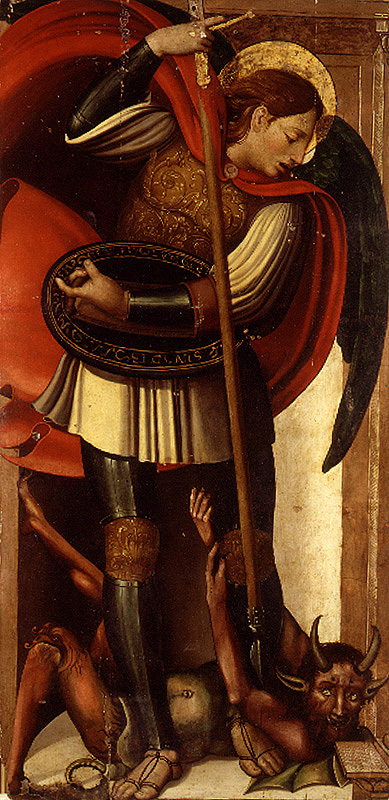
San Miguel Arcángel, del maestro de Alcira. Ca. 1530. (Museo de Bellas Artes de Valencia).

Se han adscrito al llamado Maestro de Alcira por los distintos autores que de él se han ocupado, entre otras obras de calidad desigual:
- Tablas del retablo de los Gozos de la Virgen de la iglesia de San Agustín de Alcira (1527), desmembrado y parcialmente conservado en la capilla de las Escuelas Pías de Gandía (Adoración de los pastores, Epifanía, Dormición de la Virgen, Resurrección y Pentecostés). Siendo estas tablas las que sirvieron de punto de partida para la creación de la figura del Maestro de Alcira, su calidad es incuestionable peor que la de otras tablas de este conjunto, como son, principalmente, las del retablo de Santiago, lo que hace dudoso que todas ellas hayan podido salir de la misma mano y por lo que se cuestiona que pueda tratarse de un solo pintor y no de un taller.[11][12]
- Tríptico de María Magdalena (h. 1530) para el convento de Servitas de Sagunto, conservado en el Museo Diocesano de Valencia.
- Retablo de San Pedro y San Pablo de la iglesia parroquial de San Pedro y San Pablo de Játiva (h. 1527).[13]
- San Miguel (h. 1530), conservado en el Museo de Bellas Artes de Valencia.
- San Vicente Mártir y San Vicente Ferrer y la gran tabla de los Improperios conservadas en el Museo Diocesano de Valencia.[14]
- Piedad con San Juan y María Magdalena (h. 1530), conservada en el Museo de Bellas Artes de Valencia.
- Alegoría de las pasiones humanas (h. 1545), conservada en el Museo de Bellas Artes de Budapest
- Tránsito o Dormición de la Virgen (h. 1527-1550), en la Casa de Orduñas de Guadalest.[15]
- Cristo sobre el sepulcro con tres ángeles (h. 1525), óleo sobre tabla, Valencia, Museo de Bellas Artes de Valencia.[16]
- Tablas procedentes del retablo de Santiago el Mayor, dispersas entre la National Gallery of Ireland de Dublín y la colección Laia-Bosch. Las tablas, pintadas por las dos caras, fueron cortadas al desmantelarse el retablo y se conservan fragmentariamente. Las tres de Dublín representan, en los rectos, sendos paisajes, con un ángel y con un legionario, y la Degollación de Santiago, y en los anversos Aparición de la Virgen a Santiago, Conversión de Hermógenes y La familia de María Cleofás y Alfeo; en la tabla de colección particular, El juicio de Santiago y en su reverso la Familia de Santiago con María Salomé y Zebedeo y sus hijos Santiago y Juan.[17]